# Big Flats (Wisconsin)
Big Flats – miasto w Stanach Zjednoczonych, w stanie Wisconsin, w hrabstwie Adams.